# 瀬尾幸子
瀬尾 幸子（せお ゆきこ）は、日本の料理研究家。料理レシピ本大賞で大賞を2度受賞している（2018年時点）。

## 概要
東京都出身。大学を卒業後、料理研究の世界へ入る。当時はフードコーディネーターという仕事は一般的ではなかったが、さまざまな撮影現場でアシスタント経験を積んだ。その後、料理研究家として独立する。当初は写真映えするようなきれいで華やかなレシピを得意としてたが、「自然体」にこだわるようになっていった。
「頑張りすぎず、毎日つくれる料理」、「誰でも手軽においしくできて、毎日食べ続けられるシンプルな料理」を雑誌、書籍、テレビなどで提案している。瀬尾のレシピはなるべく無駄な手順は省かれ、調味料も最小限となっており、「ラクうま」のキーワードでも知られ、料理初心者でもおいしくできると定評がある。

## 著作
太字は料理レシピ本大賞大賞受賞作品。
- 野菜のお菓子果物のお菓子: 自然の甘さがいっぱい! （1998年、グラフ社、ISBN 4766204980）
- やさしい一品メニュー: パスタ&ライス&スナック （1998年、学習研究社、ISBN 4055003110）
- たまごのうふふ。: びっくりおいしい新鮮たまご料理101皿 （2000年、平凡社、ISBN 4582633749）
- わっ、かんたん!人気の鍋もの: 煮るだけだから「技」いらず!これなら、ぜ〜んぶ作れるかも （2002年、学習研究社、ISBN 405602832X）
- 毎日、とうふ!: 簡単レシピばかりのとうふ料理の本 （2004年、主婦の友社、ISBN 4072419273）
- 決定版とうふ納豆油揚げ: 毎日食べてもあきない!すぐ作れる簡単レシピ （2004年、主婦の友社、ISBN 407241896X）
- フライパン1つでOK!簡単ごはん: フライパンさえあれば作れるおかず、ごはん・めん、デザートを満載! （2005年、主婦の友社、ISBN 4072448834）
- ぜったい簡単!基本のおかず （2006年、主婦の友社、ISBN 4072506133）
- シンプルスープ100: 毎日食べたい、野菜たっぷりかんたんスープが100種類! （2007年、サンリオ、ISBN 9784387071280）
- おつまみ横丁: すぐにおいしい酒の肴185 （2007年、池田書店、ISBN 9784262129280）
- シンプル圧力鍋おかず: どんな圧力鍋にも対応。つくり方がいちばんシンプルな圧力鍋レシピ集 （2008年、池田書店、ISBN 9784262165028）
- シンプル鍋100: 毎日食べたい、手軽でおいしい鍋が100種類! （2008年、サンリオ、ISBN 9784387081043）
- もう一軒おつまみ横丁: さらにおいしい酒の肴185 （2008年、池田書店、ISBN 9784262129372）
- お料理のきほん事典: 親切・ていねい・よくわかる! （2009年、西東社、ISBN 9784791614240）
- ちゃぶ台ごはん （2009年、小学館、ISBN 9784093107525）
- せおつまみ: 今宵もうまし、たのし。簡単絶品酒の肴集帖 （2009年、集英社、ISBN 9784087814187）
- とうふレシピ: すぐ作れるとうふ料理が170品。毎日食べてもあきないレシピです! （2009年、主婦の友社、ISBN 9784072662878）
- おかず食堂: すぐにおいしい朝・晩ご飯150 （2009年、池田書店、ISBN 9784262129426）
- 10分弁当: もう、朝バタバタしない!簡単に作って、即自慢 （2009年、日本テレビ放送網、ISBN 9784820300274）
- インスタントラーメン瀬尾幸子さんの勝手にアレンジbook （2009年、学習研究社、ISBN 9784056055931）
- 瀬尾幸子のふだんごはん: うちのごはんがいちばん!気どらないのがおいしいんです （2010年、主婦の友社、ISBN 9784072719923）
- ひる麺100: ささ～っと作ってお昼に食べたいかんたん麺+おかず100 （2010年、主婦と生活社、ISBN 9784391629934）
- 食べる調味料: あれにもかけたい!これにもかけたい!: 手作り （2010年、日本文芸社、ISBN 9784537208498）
- ルクエで作る男子の家呑みおつまみ: 1回「チン」するだけの絶品酒の肴 （2011年、ベストセラーズ、ISBN 9784584132920）
- 昭和ごはん: 作れる思い出レシピ （2011年、講談社、ISBN 9784062169165）
- のっけごはん100 （2011年、主婦と生活社、ISBN 9784391631616）
- 元気食堂: キリッと旨いおかずやつまみ110 （2011年、池田書店、ISBN 9784262129716）
- いまどきの料理の基本: だれでもおいしく作れる （2012年、家の光協会、ISBN 9784259563677）
- 一人ぶんから作れるラクうまごはん: これ以上簡単にできないレシピと材料をムダにしないコツ （2012年、新星出版社、ISBN 9784405092303）
- かけごはん100: 卵も納豆も、缶詰、肉、魚だって!白いごはんにだーっとかけておいしいラクラク秒速ごはん100 （2012年、主婦と生活社、ISBN 9784391633245）
- みその料理帳 （2013年、主婦と生活社、ISBN 9784391143089）
- めんどうなことなし!いちばん簡単なとうふレシピ: 材料も作り方もシンプルだから、毎日作りたくなる （2013年、主婦の友社、ISBN 9784072890646）
- のっけパン100: 食パン、ロールパン、ドッグパンにのせるだけ!朝、昼、晩ごはんにだってパクパクいけちゃうらくちんボリュームパン100 （2013年、主婦と生活社、ISBN 9784391634471）
- ラクうまごはんのコツ: ほんとに旨い。ぜったい失敗しない。 （2014年、新星出版社、ISBN 9784405092600）
- 瀬尾幸子の楽ちん台所塾 （2014年、文藝春秋、ISBN 9784163901152）
- ねぎのレシピ （2014年、新星出版社、ISBN 9784405092761）
- うまいつまみ: 飲みながら作れる、おかずにもなる、アイデア自慢の簡単レシピ105品 （2014年、学研パブリッシング、ISBN 9784058004005）
- これでいいのだ!瀬尾ごはん: 台所まわりの哲学 （2015年、筑摩書房、ISBN 9784480068330）
- これだけで、ラクうまごはん: よくばらない。やり過ぎない。 （2016年、新星出版社、ISBN 9784405093065）
- うれしい副菜 （2017年、新星出版社、ISBN 9784405093485）
- みそ汁はおかずです （2017年、学研プラス、ISBN 9784058008065）
- 瀬尾幸子の料理の教科書: 日本一やさしい （2017年、KADOKAWA、ISBN 9784048959728）
- 賢い冷蔵庫: ラクするためのおいしい下ごしらえ （2019年、NHK出版、ISBN 9784140333037）
- 野菜がおいしい手間なしおかず （2022年、新星出版社、ISBN 9784405094321）
- ラクなのに絶品!のっけごはん&のっけパン170 （2023年、主婦と生活社、ISBN 9784391159073）
- ささ～っとラク麺＆だーっとかけ丼170: 何もしたくない日でも、無性に食べたくなる。 （2023年、主婦と生活社、ISBN 9784391160055）